# Оскольская лира
«Оско́льская ли́ра» — международный фестиваль поэзии и авторской песни, основанный в 1989 году старооскольскими поэтами Александром Машкарой (автор проекта), Татьяной Олейниковой (с 2007 года бессрочный президент фестиваля), музыкантом и композитором Григорием Левицким. Один из немногих фестивалей авторской песни, где представлен акустический, неформатный рок-н-ролл.
Последний, XXX по счёту, фестиваль, состоялся в 2019 году.

## Название
Название «Оскольская Лира» дано в память о поэтессе Лире Абдулиной. 